# ستيف فروند
ستيف فروند (بالإنجليزية: Steve Freund)‏ هو قائد فرقة ‏ وملحن ومنتج أسطوانات أمريكي، ولد في 20 يوليو 1952 في بروكلين في الولايات المتحدة.